# Baidoa
Baidoa (somali Baydhabo) és una ciutat del sud-oest de Somàlia, a 256 kilòmetres per carretera al nord-oest de Mogadiscio. És capital de la regió de Bay, i del districte del seu nom.

## Població
La població pertany majoritàriament als clans digil i mirifle (rahanweyn); també hi ha presència dels clans sade i dir. La seva població el 1990 era de 50.000 habitants, però durant la guerra als anys noranta, va arribar a baixar fins a 15.000. Actualment hi viuen més de 100.000 persones.

## La ciutat
Baidoa està dividida en quatre districtes: Isha, Horseed, Berdaale i Howlwadaag. És la tercera ciutat de Somàlia en nombre d'habitants (després de Mogadiscio i Kismaayo; la quarta si s'hi inclou Hargeisa) i actualment la seu del Govern Federal de Transició.

## Història
El 1988 es va formar a Baidoa el Moviment Democràtic Somali (MDS) de base digil-mirifle (reewin). El 1990 quant es lliurava la guerra civil, els clans reewin no tenien accés a armes de foc, ja que tenien molt limitat l'accés a l'exèrcit. El desembre de 1990 el president Siad Barre va fugir a Garbahaarreey amb la intenció de recuperar Mogadiscio més tard, però el gener del 1991 va fugir del país cap a Kenya (i més tard fou enviat a Nigèria). Les forces del general Barre en retirada (desembre del 1990 i gener del 1991) va assolar la regió però el MDS amb les seves milícies se'n va assegurar el control quan a l'abril del 1991 l'exèrcit de Barre va atacar Mogadiscio; després els seguidors de Barre van tornar i van ocupar Baidoa l'estiu del 1991; el MSD es va dividir en dos faccions i una d'elles es van aliar als hawiye de Muhammad Fara Hassan, àlies Aydid i de Mohammed Ali Mahdi (proclamat president).
A partir del 1992 els partidaris de Barre van cremar collites i pobles, van saquejar i matar gent i van desestructurar l'economia i es va produir una epidèmia de fam que va matar tres-centes mil persones. Contra el seguidors de Barre, als que el MDS no podia combatre, va venir la milícia d'Aydid, l'organització política del qual era el Congrés de la Somàlia Unificada, que ja estava aliat a una facció dels rahanweyn; aquesta milícia va actuar com a país ocupat i va destruir Baidoa que va canviar diverses vegades de mans; en el fons es disputava una lluita per l'hegemonia regional entre els clans hawiye (Aydid) i darod (sub clan marehan del que era membre Barre), en perjudici dels rahanweyn. El Congrés de la Somàlia Unificada s'havia dividit entre la facció d'Aydid i la de Mahdi, i era el primer, membre del clan habar gedir, el que dominava la situació. Amb l'arribada de les forces de l'ONU, el Congrés de la Somàlia Unificada (facció d'Aydid), del clan hawiye, i el Moviment Patriòtic Somali, del clan ogadeni però ara proper de Barre i amb molts darod a les seves files, es va unir i van formar l'Aliança Nacional Somali (nom que el grup d'Aydid va conservar quan de fet l'aliança es va desfer).
Les dues faccions del MDS es van reconciliar (abril del 1992) dominant la regió quan la van abandonar els fidels de Barre per intentar un nou atac a Mogadiscio. Quan les forces lleials de Barre, dirigides pel seu gendre el general Muhammad Siyad Hersi, àlies Morgan, van intentar recuperar Baidoa però la seva ofensiva fou aturada per les forces de l'ONU, i es van dirigir a finals d'any cap a la Vall del Juba. El 7 de març de 1993, durant el període d'administració de l'ONU (1992-1995) es va fer una conferència de reunificació a Baidoa.
les regions de Bakool, Bay, Shabeellaha Hoose, Jubbada Dhexe i Jubbada Hoose, per mitjà de representants rahanweyn, van establir una administració regional a la conferència de Bonka (Baidoa) del 7 a l'11 de març de 1993. El febrer de 1995 es va celebrar a Baidoa un congrés dels digil i mirifle que va acabar el 19 de març i en el que van participar els caps tradicionals (sultans i malaqs), caps de clans, líders religiosos, homes de negocis, i caps de milícies. Es van elegir consells per formar un Estat dels Rius amb l'Alt Juba, Baix Juba, Bay, Bakool i Banaadir amb un consell suprem de 175 membres dirigit per Hassan Sheikh Ibrahim ‘Hassey' i un consell Suprem Tradicional de 51 membres, presidit per Haji Mukhtar Malaaq Hassan.
Quan van sortir les forces de l'ONU (les darreres el 3 de març de 1995) Aydid es va imposar fàcilment i va dominar aquestos territoris excepte la Vall del Juba. El juny Aydid es va proclamar president; el setembre del 1995 va ocupar Baidoa i va posar fi a l'experiència autonomista; els oficials de l'autonomia que van poder fugir van formar l'Exèrcit de Resistència Rahanweyn o Reewin (Reewin o Rahanweyn Resistance Army, RRA), i van iniciar els atacs molt poc després (octubre de 1995) sota la direcció del coronel Hassan Mohamed Nuur ‘Shargaduud' (Hasan Muhammad Nur àlies Shargudud), All Mohamed Marguus, Mohamud Mohamed Ahmed ‘Boonow' i Sayyid Ahmed.
Aydid va morir el juny del 1996 però el va succeir el seu fill Hussein Mohamed Farah Aydid. Amb ajut etíop l'Exèrcit de Resistència Rahanweyn va derrotar les forces d'Aydid a la batalla d'Huddur i va entrar a Baidoa el 6 de juny de 1999. La ciutat, que havia quedat reduïda a 15.000 habitants va recuperar els 50.000 en poques setmanes. El desembre de 1999 es va establir una administració autònoma de les regions de Bay i Bakool.
Al procés de pau d'Arta (Djibouti) el 2000, l'ERR no hi va assistir i es va negar a reconèixer al Govern Nacional de Transició (GNT). Com acte de protesta i per fer balança a la influència a Bakool i Bay del Consell de Reconciliació i Restauració de Somàlia (format a principis del 2001 per Aydid fill, que el maig havia pres el poder a Mogadiscio i es negava també a reconèixer al GNT), es va constituir l'estat de Somalia del Sud-oest l'1 d'abril del 2002, amb capital a Baidoa.
Van esclatar conflictes en el si de l'ERR i els lloctinents de Shargudud, Sheikh Aden Madobe i Mohamed Ibrahim Habsade, es van revoltar i van ocupar Baidoa el 3 d'octubre del 2002; el 14 de desembre Shargudud, que conservava fortes posicions a Bay i Bakool, la va recuperar però es va haver de retirar el 16 de desembre. El 23 de setembre de 2003 Madobe i Shargudud es van reconciliar i van participar en el segon govern de transició o Govern Federal de Transició (GFT, 2004) on foren junt amb Habsade membres del Parlament Federal de Transició)
El gener del 2005, els ancians del clan rahanweyn i els líders de la societat civil van intentar reconciliar a Shatigadud, Madobe i Habsade. En aquest mes Shatigadud i Madobe foren nomenats ministres del GFT dirigit pel primer ministre Ali Muhammad Ghedi.
El març del 2005 Habsade els va expulsar i va prendre el poder a la ciutat i rodalia, mentre Shargudud mantingué una base de poder a bona part dels dos districtes. El 30 de maig del 2005 Habsade va acusar Madobe i Shatigudud d'atacar Baidoa per instal·lar allí al president federal Abdullahi Yusuf Ahmed que era a Bosaso i que el juliol es va traslladar a Jowhar al nord de Mogadiscio. Avançat 2005 els tres caps rahanweyn es van reconciliar i finalment el president Yusuf es va poder instal·lar a la ciutat junt amb el primer ministre (10 de febrer del 2006) i es va acordar que en aquesta ciutat es reuniria el parlament de 275 membres que abans es reunia a Kenya per motius de seguretat. Sharggudud fou nomenat president del Consell dels Rahanweyn, del que Madobe i Habsade eren també membres destacats; el govern local de Baidoa romania en mans d'Habsade.
El 2006 la Unió de Corts Islàmiques de Somàlia dominava els districtes de Diinsoor i Buur Hakaba (recapturats temporalment un parell de vegades per les forces del GFT, sense poder-ne mantenir el control) i el govern i els rahanweyn dominaven els districtes de Baidoa i Qansax Dheere. El 6 de juny els islamistes van ocupar Mogadiscio, i poc després eren a uns 60 km de Baidoa. 500 soldats etíops es van desplegar a la ciutat per garantir que no seria atacada, i el 20 de juliol una columna de 100 vehicles pesats etíops van travessar la frontera vers la ciutat; el govern etíop negava la presència dels seus soldats dins a Somàlia. El 24 de novembre s'informava de l'arribada massiva de tropes etíops a Baidoa amb uns 130 vehicles militars.
Els islamistes finalment van iniciar l'atac a la ciutat (20 de desembre del 2006), provocant l'oberta intervenció etíop; amb aquest suport etíop, les milícies rahanweyn, que formaven la quasi totalitat de les forces del govern federal, van derrotar els islamistes i els van rebutjar (batalla de Baidoa).
A la segona meitat del 2007 i el 2008 els islamistes, reorganitzats, van recuperar el control de les regions de Bay i Bakool excepte el districte de Baidoa.